# The Mad Hermit
The Mad Hermit est un film muet américain réalisé par Francis Ford et sorti en 1914.

## Synopsis
Gray, scout de l'armée, et son épouse Grace ont décidé de gagner l'Ouest. Mais la caravane est attaquée par une bande d'Indiens. À la suite de ce raid, Gray est très sérieusement blessé. Les agresseurs le recueillent et la sœur du chef de la tribu le soigne. Peu à peu, elle tombe amoureuse de lui et le garde jalousement près d'elle. En effet, Gray a perdu la mémoire. Les années passent. Dans le village des blancs, Grace, qui se croit veuve, s'est éprise d'un des gradés du fort, le lieutenant Lloyd… 

## Fiche technique
- Réalisation : Francis Ford
- Scénario : Grace Cunard
- Durée : 30 minutes
- Date de sortie : 
  - États-Unis : 31 janvier 1914

## Distribution
- Francis Ford : Gray
- Grace Cunard : Grace
- Helen Clark : l'indienne
- Harry Schumm : Lieutenant Lloyd